# Seznam železničních tratí v Česku

Mapa železničních tratí osobní dopravy v Česku v roce 2020

Seznam železničních tratí v Česku:

## Tratě osobní dopravy
Seznam traťových oddílů železničních tratí v Česku podle úředního jízdního řádu osobní dopravy pro cestující (včetně tratí, které jsou momentálně bez pravidelné osobní dopravy). V seznamu jsou zahrnuty i lanové dráhy, které byly číslovány v rámci železničního systému. Číslování traťových oddílů trojcifernými čísly pochází z druhé poloviny 80. let 20. století a je odvozeno z předchozího systému, v němž hlavní tratě byly označovány jednocifernými až dvojcifernými čísly a vedlejší tratě číslem navazující hlavní tratě a rozlišujícím písmenem.
V roce 2015/2016 poprvé nevyšel v tištěné verzi knižní jízdní řád SŽDC, který byl do té doby vydáván ve spolupráci s ČD. Knižní jízdní řád Českých drah od tohoto roku již není celostátním jízdním řádem osobní železniční dopravy. V elektronické verzi se traťové jízdní řády ČD lišily od traťových jízdních řádů SŽDC už v předchozích letech.

### Řada 000
Od GVD 2019/2020 byly zřízeny dvě tabulky dálkových vlaků označované jako tratě 001 a 002
- 001 Praha – Česká Třebová – Přerov – Bohumín
- 002 (Praha –) Česká Třebová – Brno – Kúty

### Řada 010
- 010 Kolín – Česká Třebová, od prosince 2019 uvedeny jen osobní a spěšné (LET) vlaky, v souvislosti se zavedením tabulek dálkových vlaků (dříve trať 1)
- 011 Praha – Kolín, od prosince 2012 uvedeny pouze osobní a spěšné vlaky, do té doby tzv. souhrnná doprava v této trase. (dříve trať 1a)
- 012 Pečky – Bečváry, Bošice – Kouřim (regionální dráha) (dříve trať 1b, ještě v roce 1991/1992 patřila k trati 012 i větev do Bečvár; mezi lety 1994/1995 a 2018/2019 byla trať 012 jen Pečky – Kouřim, a Bošice – Bečváry trať 013), Bošice – Bečváry jen sezónní provoz
- 013 byla mezi lety 1994/1995 a 2018/2019 trať Bošice – Bečváry (regionální dráha, od prosince 2006 pouze sezónní provoz, dopravce KŽC Doprava) (v roce 1991/1992 byl tento úsek součástí tratě 012, předtím 1b; číslo 013, předtím 1e, měla trať Chrudim – Chrudim město, dnes[kdy?] součást trati 016)
- 1d byla železniční trať Chrast u Chrudimi – Hrochův Týnec (např. v roce 1970/1971)
- 014 Kolín – Ledečko (regionální dráha) (toto číslo má od roku 1999/2000, ještě v roce 1998/1999 tato trať měla číslo 234, dříve 23d; číslo 014 měla dnešní trať 015 Přelouč – Prachovice)
- 015 Přelouč – Prachovice (regionální dráha) (toto číslo má od roku 1999/2000, ještě v roce 1998/1999 tato trať měla číslo 014, dříve 1g; číslo 015, dříve 1h, měla trať Heřmanův Městec – Borohrádek, tedy část dnešní trati 016 a dnešní trať 017); od 2011/2012 již úsek z Heřmanova Městce do Prachovic není uveden
- 016 Borohrádek – Chrudim (regionální dráha) (ještě v roce 1998/1999 byl úsek Borohrádek – Chrudim město částí trati 015; číslo 016 měla dnešní trať 018 Choceň – Litomyšl; úsek Chrudim město – Chrudim měl v roce 1991/1992 samostatně číslo 013 a nejméně v letech 1994/1995 až 1998/1999 měl číslo 017; od jízdního řádu 1999/2000 byla z části trati 015 a z trati 017 vytvořena dnešní trať 016)
- 017 Česká Třebová – Dzbel. V roce 2014 pouze Česká Třebová – Moravská Třebová. Úsek Česká Třebová – Moravská Třebová – Chornice byl dříve část trati 262 do Skalice nad Svitavou, úsek Chornice – Dzbel byl dříve součástí trati 271).
  - Předtím měla číslo 017 trať Chrudim město – Heřmanův Městec (regionální dráha), a to od roku 1999/2000, do roku 1998/1999 byl částí trati 015; pravidelný provoz skončil 11. prosince 2010, od té doby trať neměla žádné další číslo.
  - nejméně od roku 1994/1995 do roku 1998/1999 měl číslo 017 úsek Chrudim město – Chrudim, dřívější trať 1e a 013, dnes[kdy?] součást trati 016.
- 018 Choceň – Litomyšl (toto číslo má od roku 1999/2000, do roku 1998/1999 měla číslo 016, dříve 1k)
- 019 číslo neobsazeno (v jízdním řádu 2019/2020 Česká Třebová – Rudoltice v Čechách – Zábřeh na Moravě a Rudoltice v Čechách – Lanškroun od jízdního řádu 2020/2021 trať začleněna do tabulky 270, do roku 2019 pouze Rudoltice v Čechách – Lanškroun – toto číslo měla od prosince 2011, předtím 272)

### Řada 020
- 020 (Praha –) Velký Osek – Hradec Králové (v r. 1991/1992 pokračovala trať 020, dříve č. 2, z Hradce Králové směrem na Týniště nad Orlicí, Letohrad, Lichkov a Hanušovice, po dnešních tratích 021 a 025, zatímco úsek Týniště – Choceň měl číslo 026; nejméně v letech 1994/1995 až 1999/2000 trať 020 končila v Letohradu, v letech 2000/2001 až 2019/2020 trať pokračovala přes Týniště nad Orlicí do Chocně)
- 021 Hradec Králové – Týniště nad Orlicí – Letohrad, Častolovice – Solnice (číslo 021 měla nejméně do roku 1999/2000 trať Častolovice–Solnice; v r. 1991/1992 patřil úsek Týniště – Letohrad – Dolní Lipka k trati 020 a úsek Dolní Lipka – Štíty měl samostatně číslo 025, dříve 2e; nejméně v letech 1994/1995 až 1999/2000 patřil úsek Týniště – Letohrad k trati 020 a úsek Letohrad – Dolní Lipka k trati 024; nejméně od roku 2002/2003 až do roku 2007/2008 měla číslo 021 trať Týniště nad Orlicí – Letohrad – Dolní Lipka – Štíty; od roku 2008/2009 byl úsek Letohrad – Štíty připojen k trati 024, úsek Častolovice – Solnice byla do roku 2015/2016 samostatná trať 022, úsek Hradec Králové – Týniště nad Orlicí patřil do roku 2019/2020 k trati 020)
- 022 číslo neobsazeno. Do roku 2015/2016 trať Častolovice – Solnice (regionální dráha) (nyní[kdy?] součást tratě 021, ještě v roce 1999/2000 měla číslo 021, dříve 2a; číslo 022, dříve 2b, měla dnešní trať 023 Doudleby – Rokytnice)
- 023 Doudleby nad Orlicí – Rokytnice v Orlických horách (regionální dráha) (ještě v roce 1999/2000 měla číslo 022, dříve 2b; číslo 023, předtím 2c, měla do roku 1998/1999 dnešní trať 028 Opočno – Dobruška, od roku 1999/2000 dnešní trať 024 Ústí nad Orlicí – Letohrad, která do té doby byla součástí trati 024)
- 024 Ústí nad Orlicí – Štíty (v roce 1991/1992 měla číslo 024, předtím 2d, trať Ústí nad Orlicí – Letohrad; nejméně v letech 1994/1995 až 1998/1999 patřil k trati 024 i úsek Letohrad – Dolní Lipka – Hanušovice (dnes[kdy?] část trati 024 a trať 025) a Lichkov – Międzylesie; od roku 1999/2000 byl úsek Ústí nad Orlicí – Letohrad oddělen jako nová trať 023 a lichkovská odbočka jako trať 831 a číslo 024 tak zůstalo trati Letohrad – Hanušovice; nejméně od roku 2002/2003 až do roku 2007/2008 měla číslo 024 opět jen trať Ústí nad Orlicí – Letohrad, zatímco trať Letohrad – Hanušovice byla zprvu součástí trati 021, později zčásti i 025. Od roku 2008/2009 byl k trati 024 převeden z trati 021 úsek Letohrad – Dolní Lipka – Štíty a zároveň byla k trati 024 znovu přiřazena i odbočka Lichkov – Międzylesie.), 2011/2012 Ústí nad Orlicí – Letohrad – Lichkov – Moravský Karlov (úsek Moravský Karlov – Štíty již neuveden, v roce 2014/2015 byla tabulka uvedena až do zastávky Mlýnický Dvůr, od roku 2015/2016 opět až na Štíty). Odbočná trať na Międzylesie v roce 2014/2015 nebyla uvedena vůbec (jen v mezinárodní trati 830), v roce 2015/2016 není v JŘ 024 uváděna jako součást trati, ale jako návaznost na Kłodzko a Wroclaw
- 025 Dolní Lipka – Hanušovice (regionální dráha) (v r. 1991/1992 byl tento úsek součástí trati 020, přinejmenším od roku 1994/1995 do roku 1998/1999 součástí tratě 024; číslo 025 měl nejméně v letech 1998/1999 až 1999/2000 úsek Dolní Lipka – Štíty, dnes[kdy?] součást trati 024), od 2011/2012 do 2012/13 trať neuvedena, poté opět 025
- 026 Choceň – Týniště nad Orlicí – Náchod a Opočno pod Orlickými horami – Dobruška (nejméně do roku 1999/2000 byla trať 026 tvořena úsekem Choceň – Týniště – Meziměstí, úsek Choceň – Týniště je dnes[kdy?] součástí trati 020; úsek Meziměstí – Otovice zastávka je regionální dráhou a v roce 1991/1992 byl součástí tratě 026 Choceň – Otovice, dříve 2h, nejméně v letech 1994/1995 až 1999/2000 byl samostatnou tratí 027 a později byl opět připojen k trati 026) V roce 2010/11 byl traťový jízdní řád zkrácen do stanice Broumov (osobní doprava v úseku Broumov – Otovice zastávka byla zastavena již v roce 2005). V roce 2014/15 byl do trati 026 začleněn úsek Starkoč – Václavice (do té doby trať 033, v roce 2020/21 byl k trati přičleněn úsek úsek Choceň – Týniště nad Orlicí a Opočno pod Orlickými horami – Dobruška a trať byla zkrácena do Náchoda, zbytek trati byl vyčleněn do tabulky 027).
- 027 Starkoč – Meziměstí – Broumov (trať v této podobě vznikla v jízdním řádu 2020/2021 vyčleněním z tabulky 026, nejméně v letech 1994/1995 až 1999/2000 bylo 027 číslo trati Meziměstí – Otovice zastávka, která předtím i později byla součástí trati 026)
- 028 Chlumec nad Cidlinou – Křinec (regionální dráha) (do JŘ 2022/2023 trať 062, dříve trať 6b; č 028 měla v letech 1999/2000 – 2019/2020 trať Opočno pod Orlickými horami – Dobruška, od jízdního řádu 2020/2021 začleněna do tabulky 026, ještě v roce 1998/1999 měla číslo 023, dříve 2c)

### Řada 030
- 030 (Hradec Králové –) Jaroměř – Liberec (v roce 1970/1971 i 1981/1982 byl úsek Hradec Králové – Jaroměř – Turnov součástí trati 3 a úsek Turnov – Liberec byl částí trati 7 od Všetat; do roku 1997/1998 tratí 030 (dříve 3) byl úsek Hradec Králové – Jaroměř – Turnov – Liberec; od roku 1998/1999 měla trať vymezení (Pardubice –) Jaroměř – Liberec, někdy před rokem 2015 byl závorkový úsek zkrácen jen do Hradce Králové)
- 031 Pardubice – Hradec Králové – Jaroměř (v roce 1970/1971 i 1981/1982 nebyl ještě tento úsek vyčleněn z trati 3; do roku 1997/1998 zahrnoval oddíl pouze úsek Pardubice – Hradec Králové, od roku 1998/1999 byl prodloužen až do Jaroměře; zpočátku byla traťová tabulka označena jako souhrnná doprava)
- 032 Jaroměř – Trutnov – Svoboda nad Úpou (Do 11. 12. 2021 pouze trať Jaroměř–Trutnov, dříve trať 3b, od 12. 12. 2021 přičleněna též trať Trutnov – Svoboda nad Úpou)
- 033 bylo číslo trati Starkoč – Náchod (do roku 1998/1999 měla číslo 033 pouze trať Starkoč – Václavice, dříve 3d; od roku 1999/2000 oddíl pokračoval do Náchoda souběžně s tratí 026, někdy před rokem 2015 byl tento úsek sloučen s tratí 026, od jízdního řádu 2020/2021 zařazena do tabulky 027)
- 034 Smržovka – Josefův Důl (regionální dráha) (dříve trať 3c)
- 3e byla ve starém číslování úzkorozchodná trať Frýdlant v Čechách – Heřmanice, kde ještě v roce 1981/1982 jezdila náhradní autobusová doprava ČSD
- 035 Železný Brod – Tanvald (regionální dráha) (nejméně do roku 1999/2000 měla číslo 035 trať Tanvald – Harrachov, dříve 3f a dnes[kdy?] část trati 036; úsek Železný Brod – Tanvald byl součástí tratě 036)
- 036 Liberec – Tanvald – Harrachov – Szklarska Poręba Górna (regionální dráha) (nejméně do roku 1999/2000 měla toto číslo trať Liberec – Tanvald – Železný Brod, dříve 3g; úsek Tanvald – Železný Brod byl někdy poté přečíslován na 035 a dosavadní trať 035 Tanvald – Harrachov, dříve 3f, byla připojena k trati 036. Mnoho let byla trať uvedena v trase Liberec – Tanvald – Harrachov, pak byla prodloužena do stanice Szklarska Poręba Górna)
- 037 Liberec – Jindřichovice pod Smrkem, Frýdlant – Černousy (dříve trať 3h, Frýdlant – Jindřichovice do GVD 2015/2016 nesla číslo 039)
- 038 Raspenava – Bílý Potok pod Smrkem (regionální dráha) (dříve trať 3k)
- 039 byla do GVD 2015/2016 trať Frýdlant – Jindřichovice pod Smrkem (regionální dráha) (dříve trať 3m, nyní[kdy?] součást trati 037)

### Řada 040
- 040 Chlumec nad Cidlinou – Trutnov (dříve trať 4)
- 041 Hradec Králové – Jičín – Turnov (dříve trať 4a)
- 4b bylo ještě v roce 1970/1971 číslo trati Smidary – Vysoké Veselí
- 042 Martinice v Krkonoších – Rokytnice nad Jizerou (regionální dráha) (dříve trať 4c)
- 043 Trutnov – Lubawka (regionální dráha) (dříve trať 4d, do roku 2007/2008 Trutnov – Žacléř, od roku 2008/2009 byla uvedena Lubawka a úsek Královec – Žacléř je bez provozu, dopravce: GW Train Regio a.s)
- 044 Kunčice nad Labem – Vrchlabí (regionální dráha) (dříve trať 4e)
- 045 Trutnov – Svoboda nad Úpou (do 11. 12. 2021, od 12. 12. 2021 sloučena s tratí 032; dopravce: VIAMONT a.s. od r. 1999, GW Train Regio a.s. od 20. 12. 2011) (regionální dráha) (dříve trať 4k)
- 046 Lomnice nad Popelkou – Stará Paka. Regionální dráha. Původně součást trati 064 (pův. 6d) Mladá Boleslav – Stará Paka
  - 046 byla trať Hněvčeves – Smiřice (regionální dráha), pravidelná osobní doprava ukončena 2005, jedním spojem obnovena 2007/2008 (v roce 1991/1992 k trati 046, dříve 3a, navíc k ní patřil úsek Sadová – Hněvčeves, souběžný s tratí 041)
- 047 Trutnov – Teplice nad Metují (regionální dráha) (dříve trať 4n)
- 048 bylo v roce 1991/1992 číslo kabinové lanové dráhy Janské Lázně – Černá Hora, dříve trať 4p, v roce 1994/1995 již 903
- 049 bylo v roce 1991/1992 číslo sedačkových lanových drah Pec pod Sněžkou – Sněžka, dříve trať 4r, v roce 1994/1995 již 904

### Řada 060
- 060 Poříčany – Nymburk (do roku 1998/1999 patřil k této trati výpis z úseku Praha – Poříčany po trati 011; v roce 1981/1982 byla trať 6 vymezena úsekem Poříčany – Nymburk město – Jičín)
- 061 Nymburk – Jičín (v roce 1981/1982 byl tratí 6a úsek Nymburk město – Nymburk hl. n.)
- 062 Nymburk – Mladá Boleslav (toto číslo má trať od roku 2022/2023, v období 1999/2000 – 2021/2022 měla číslo 071, předtím byla trať Nymburk – Mladá Boleslav částí tratě 080 Nymburk – Rumburk; číslo 062 měla do JŘ 2021/2022 trať Chlumec nad Cidlinou – Křinec)
- 063 Bakov nad Jizerou – Dolní Bousov (regionální dráha) (původně Bakov nad Jizerou – Kopidlno, v roce 2011 zkráceno do Dolního Bousova; dříve trať 6c; v roce 1970/1971 byla součástí tratě 6c i nyní zrušená větev Dětenice – Dobrovice město, avšak již bez provozu)
- 064 Mšeno – Mladá Boleslav – Lomnice nad Popelkou (regionální dráha) (původně Mladá Boleslav – Stará Paka, v roce 2015 připojen i úsek do Mšena, o který byla zkrácena trať 076; dříve trať 6d; od GVD 2018/20192019 je do tabulky 046 vyčleněn úsek Lomnice nad Popelkou – Stará Paka)

### Řada 070
- 070 (Praha) – Praha-Čakovice – Turnov (úsek Praha – Všetaty linka S3 systému Esko, od 9. 12. 2007) (v roce 1970/1971 i 1981/1982 byl úsek Všetaty – Turnov – Liberec tratí 7 a úsek Praha – Všetaty tratí 7a; od JŘ 2022/2023 je úsek Praha – Praha-Čakovice tratí 071)
- 071 Praha – Praha-Čakovice (toto číslo má trať od roku 2022/2023, předtím měla číslo 071 trať Nymburk – Mladá Boleslav; součástí tratě má být plánované prodloužení po bývalé vlečce čakovického cukrovaru)
- 072 Ústí nad Labem západ – Lysá nad Labem (dříve uváděno v opačném základním směru; v roce 1991/1992 měla číslo 072 trať Lysá nad Labem – Děčín, dříve trať 7b; úsek Ústí nad Labem-Střekov – Ústí nad Labem západ měl číslo 073, které dnes[kdy?] má úsek Ústí nad Labem-Střekov – Děčín; nejméně od roku 1994/1995 až do roku 1998/1999 patřily všechny tyto úseky k trati 072; od roku 1999/2000 byl úsek Ústí nad Labem-Střekov – Děčín oddělen do nové, samostatné trati 073)
- 073 Ústí nad Labem-Střekov – Děčín (toto číslo má trať od roku 1999/2000, předtím byl částí trati 072; číslo 073 měl v roce 1991/1992 úsek Ústí nad Labem-Střekov – Ústí nad Labem západ, dřívější trať 7c, který je nejméně od roku 1994/1995 částí trati 072; nejméně od roku 1994/1995 až do roku 1998/1999 bylo číslo 073 neobsazené)
- 074 Čelákovice – Neratovice (regionální dráha) (dříve trať 7d)
- 075 bylo v roce 1991/1992 číslo kabinové lanové dráhy na Ještěd, dříve 7e, nejméně v letech 1994/1997 měla číslo 902, nyní má číslo 900
- 076 Mělník – Mšeno (regionální dráha) (původně Mladá Boleslav – Mělník, někdy před rokem 2015 byl úsek Mšeno – Mladá Boleslav převeden k trati 064 a základní směr byl obrácen; dříve trať 7g)
- 7h bylo v roce 1970/1971 číslo trati Skalsko – Chotětov, v průběhu 70. let zrušené
- 7k bylo v roce 1970/1971 číslo trati Velké Březno – Verneřice – Úštěk, pravidelný provoz v letech 1890–1978. Po muzeální části trati (Velké Březno – Zubrnice) projel osobní vlak naposledy 10. října 1993, s koncem roku 1993 byla trať zrušena. Muzejní železniční provoz byl na obnovené trati slavnostně zahájen 27. 10. 2010 na úseku Velké Březno – Zubrnice neziskovým sdružením Zubrnická museální železnice. Muzejní provoz je nyní[kdy?] povolen do kilometru 6,308.

### Řada 080
- 080 Bakov nad Jizerou – Jedlová (takto je trať 080 vymezena od roku 1999/2000, předtím měla číslo 080 trať Nymburk – Rumburk, dřívější trať 8, jíž je dnešní trať střední částí; úsek Jedlová – Rumburk je dnes[kdy?] součástí tratě 081, úsek Nymburk – Mladá Boleslav je dnes[kdy?] samostatnou tratí 071, úsek Mladá Boleslav – Bakov zůstal jen na trati 070, s níž zde byla trať 080 v souběhu)
- 081 Děčín – Rumburk, (v roce 1991/1992 měla číslo 081 trať Děčín – Varnsdorf, dříve 8a; číslo 082 trať Benešov – Česká Lípa patřila k trati 082, dříve 8b; úsek Děčín – Benešov nad Ploučnicí byl oběma tratím společný; nejméně od roku 1994/1995 až do roku 1998/1999 byla trať 081 uváděna v trase Benešov nad Ploučnicí – Varnsdorf; od roku 1999/2000 byla trať 082 připojena k trati 081, úsek Rybniště – Varnsdorf byl převeden k trati 089 a úsek Rybniště – Rumburk byl k trati 081 převeden z dřívější trati 080, do GVD 2015/2016 byl součástí trati také úsek Benešov nad Ploučnicí – Česká Lípa, který byl ale připojen k trati 086)
- 082 Česká Kamenice – Kamenický Šenov (regionální dráha ve vlastnictví KŽC, sezónní provoz), dříve 8c Česká Kamenice – Česká Lípa
  - 082 bylo nejméně od roku 1991/1992 až do roku 1998/1999 číslo tratě Děčín – Česká Lípa, dříve 8b; od roku 1999/2000 byl tento úsek větví tratě 081, od roku 2015/2016 je součástí tratě 086
- 8c bylo v roce 1970/1971 číslo dnes zrušené trati Česká Lípa střelnice – Manušice – Volfartice – Kamenický Šenov – Česká Kamenice. Vybudována r. 1903, provoz ukončen 29. 9. 1979. V její trase je vybudována cyklostezka Varhany, součást cyklotrasy 3054. Úsek Česká Kamenice – Kamenický Šenov je provozován jako muzejní, od roku 1997/1998 jako Trať 901
- 083 Rumburk – Dolní Poustevna – Sebnitz – Bad Schandau – Děčín (v úseku Rumburk – Dolní Poustevna st. hr. regionální dráha, v úseku Děčín hl. n. – Schöna st. hr. část celostátní dráhy, meziúsek peážován po německých tratích) Do roku 2014 byl pod číslem 083 (dříve 8e) veden jen úsek Rumburk – Dolní Poustevna, úsek Děčín – Bad Schandau byl veden jako trať 098 (dříve 9k).
- 084 Rumburk – Panský – Mikulášovice a Rumburk – Krásná Lípa – Panský (regionální dráha) (původně jen Rumburk – Panský – Mikulášovice – dříve trať 8g, větev Rumburk – Krásná Lípa – Panský přidána někdy před rokem 2015: úsek Rumburk – Krásná Lípa je veden po trati 081 a úsek Krásná Lípa – Panský byl původně tratí 085)
- 085 Rybniště – Varnsdorf (regionální dráha) původně 8p, později do roku 1998/1999 součást trati 081, v letech 1998/1999 – 2019/2020 přičleněna k trati 089 (Číslo 085 nesla trať Krásná Lípa – Panský (regionální dráha) (dříve trať 8h), někdy před rokem 2015 byla sloučena do trati 084)
- 086 Liberec – Česká Lípa -Benešov nad Ploučnicí (v roce 1991/1992 měla číslo 086 trať (Lovosice –) Litoměřice hor. n. – Česká Lípa – Liberec, dříve 8k; nejméně od roku 1994/1995 vedla již pouze z České Lípy, úsek (Lovosice –) Litoměřice – Česká Lípa je nyní[kdy?] připojen k trati 087, od GVD 2016/2017 připojen úsek Benešov nad Ploučnicí – Česká Lípa)
- 087 Lovosice – Česká Lípa (regionální dráha, od roku 1998/1999 uváděna vč. spojky Žernoseky – Žalhostice) (v roce 1991/1992 měl číslo 087 souhrnný jízdní řád úseku Lovosice – Litoměřice horní nádraží, dříve 8m; úsek do České Lípy byl k trati roku 1994/1995 nebo o rok či dva dříve převeden z trati 086)
- 088 byla trať Rumburk – Ebersbach (někdy před rokem 2015 provoz zastaven, v roce 1999/2000 bylo zakončení tratě uváděno v Jiříkově, předtím i potom v Ebersbachu; v roce 1981/1982 trať 8n, v roce 1970/1971 trať 8d)
- trať 089 Liberec – Zittau – Varnsdorf Seifhennersdorf (do roku 1998/1999 měla číslo 089 jen trať Liberec – Varnsdorf, dříve trať 8p; úsek Varnsdorf – Rybniště byl k trati 089 převeden od roku 1999/2000 z dřívější tratě 081; někdy před rokem 2015 byla k trati připojena i větev Varnsdorf – Seifhennersdorf, od roku 2020/2021 je úsek Varnsdorf–Rybniště Vyčleněn do tratě 085)
- 8n bylo v roce 1970/1971 označení dnes zrušené železniční trati Svor – Cvikov – Lindava – Jablonné v Podještědí. Navazuje na ni zachovaná trať Liberec – Česká Lípa. V roce 1981/1982 měla označení 8n dnešní trať 088 Rumburk – Jiříkov, v roce 1970/1971 označovaná 8d.

### Řada 090
- 090 (Praha) – Kralupy nad Vltavou – Ústí nad Labem – (Děčín) (Nejméně od roku 1994/1995 do 11. 12. 2010 měla trať vymezení Kralupy nad Vltavou – Děčín a poté jen Vraňany – Děčín (a úsek do Prahy uveden jen pro dálkové spoje), od prosince 2015 byla sloučena s dosavadní tratí 091 Praha – Vraňany, od prosince 2019 opět úsek do Kralup vyčleněn do tabulky 091)
- 091 Praha – Kralupy nad Vltavou (jen osobní vlaky – opět od prosince 2019) (Původně měla označení 9a souhrnná doprava Praha – Kralupy nad Vltavou, v novém číslování 091 (nejméně od roku 1994/1995 do 11. 12. 2010), od prosince 2010 prodloužené do trasy Praha – Vraňany; do prosince 2012 označeno tzv. souhrnná doprava (pro část trati 090), v prosinci 2015 byla dosavadní trať 091 sloučena s tratí 090.)
  - v letech 2017/2018 – 2018/2019 byla jako trať 091 Praha-Hostivař – Roztoky u Prahy. Od 9. 12. 2007 byla tzv. „městská linka“ Praha-Libeň – Roztoky u Prahy uváděna až do prosince 2015 v samostatné tabulce s označením ML, řazená v knižním jízdním řádu poblíž trati 091. Linka v rámci Esko Praha dostala označení S 41 a o víkendech byla prodloužena do stanice Praha-Hostivař. Číslo 091 přiděleno od prosince 2015.
- 092 Neratovice – Kralupy nad Vltavou (dříve trať 9b)
- 093 Kralupy nad Vltavou – Kladno (dříve trať 9c)
- 094 Vraňany – Lužec nad Vltavou (regionální dráha) (dříve trať 9d)
- 095 (regionální dráha) Vraňany – Straškov – Zlonice (dříve trať 9e, původně Vraňany – Straškov – Libochovice. Pravidelná osobní doprava v úseku Straškov – Libochovice ukončena k 10. 12. 2006, od 9. 12. 2007 obnovena v úseku Straškov – Račiněves. Od prosince 2015 byl úsek Straškov – Račiněves převeden k trati 096 a k trati 095 byl z trati 096 převeden úsek Straškov – Zlonice, třebaže v uvedené relaci neprojíždí přes Straškov ani jediný vlak)
- 096 Roudnice nad Labem – Straškov – Libochovice (regionální dráha) (dříve trať 9g, původně Roudnice nad Labem – Straškov – Zlonice, od prosince 2009 byl úsek Straškov – Zlonice převeden k trati 095 a k trati 096 byl připojen úsek Straškov – Libochovice z dosavadní trati 095, na úseku Račiněves – Libochovice byla doprava zastavená, takže od prosince 2010 byla trať uváděna jen v trase Roudnice nad Labem – Račiněves, od prosince 2016 je Račiněves přejmenována na Bříza obec. V trase Roudnice nad Labem – Libochovice je provozován výletní vlak KŽC Podřipský motoráček, který byl nejprve uváděn v tabulce nostalgických a výletních vlaků, mezi lety 2016/2017 až 2018/2019 v samostatné tabulce T5, od prosince 2019 v běžné tabulce trati 096)
- 097 Lovosice – Teplice v Čechách (regionální dráha) (v roce 1991/1992 zahrnovala trať jen úsek Lovosice – Řetenice, stejně jako dřívější trať 9h, úsek Řetenice – Teplice je souběžný s tratěmi 130 a 134; v roce 1994/1995 již měla trať dnešní vymezení)
- 098 byla do 13. prosince 2014 trať Děčín – Bad Schandau pro osobní vlaky (dříve trať 9k; v roce 1999/2000 byla trať zakončena v Dolním Žlebu, předtím i potom pokračovala do Bad Schandau, od 14. prosince 2014 připojena k trati 083

### Řada 110
- 110 Kralupy nad Vltavou – Louny (do roku 2007 Kralupy nad Vltavou – Most, dříve trať 11; od roku 2007 část převedena na trať 126)
- 111 Kralupy nad Vltavou – Velvary (dříve trať 11a)
- 11b bylo v roce 1981/1982 číslo trati Zvoleněves – Vinařice – Kladno-Dubí, před zrušením pravděpodobně 112
- 113 je trať Lovosice – Most (dříve 11d; regionální dráha), v části nesouběžné s jinými oddíly (úsek Čížkovice – Obrnice) zastavena pravidelná osobní doprava od 9. 12. 2007, od roku 2008 pravidelná sezónní víkendová doprava. V letech 2015 a 2016 již nebyla trať v KJŘ uvedena od GVD 2016/2017, kdy trať koupila společnost AŽD Praha, je uváděna jako trať T4. Od GVD 2019/2020 je zavedena providelná celoroční osobní doprava a označeno opět číslem 113.
- 114 Lovosice – Postoloprty (regionální dráha, do roku 2007 pouze Lovosice – Louny, dříve 11e; v roce 2007 připojena trať 127)

### Řada 120
- 120 Praha – Kladno – Rakovník (do roku 2007 Praha – Kladno – Žatec – Chomutov, dříve s číslem 12; v roce 2007 úsek od Kladna na západ zaměněn s tratí 124) (úsek Praha – Kladno linka S5 systému Esko, od 9. 12. 2007)
- 121 Hostivice – Podlešín (v roce 1970/1971 i 1981/1982 byla trať 12b tvořena úsekem Praha – Hostivice – Podlešín – Slaný po části dnešní trati 122 a trati 121, k trati 12b patřila i spojka Rudná u Prahy – Jeneč zastávka, úsek Podlešín – Slaný byl v souběhu s tratí 11; nejméně do roku 1994/1995 trať tvořil úsek Praha – Hostivice – Podlešín; od roku 1996/1997 nebo o rok dříve má trať dnešní vymezení)
- 122 Praha – Hostivice – Rudná u Prahy (nejméně do roku 1994/1995 nesl číslo 122 pouze úsek Hostivice – Rudná, dříve trať 12c; trať z Prahy byla k trati 122 od roku 1996/1997 nebo o rok dříve převedena z tratě 121.)
- 123 Most – Žatec západ (v roce 1991/1992 měla číslo 123 trať Louny – Postoloprty, dříve 12d; v roce 1994/1995 byla prodloužena o úsek Postoloprty – Žatec západ z dosavadní trati 160, dnes[kdy?] patřící k trati 123; dosavadní trať 127 Most – Obrnice – Postoloprty byla jako druhá větev k trati 123 připojena roku 1996/1997 nebo o rok dříve; úsek Most – Obrnice byl souběžný s tratěmi 110 a 113, dnes[kdy?] je v souběhu s tratěmi 126 a 113; od roku 1999/2000 byl úsek Louny – Postoloprty přečíslován na 127 a v roce 2007 převeden k trati 114)
- 124 Lužná u Rakovníka – Chomutov – Jirkov (do roku 2007 Lužná u Rakovníka – Rakovník, dříve 12e; od roku 2007 zaměněno za větev tratě 120; od prosince 2019 přičleněna trať 133 Chomutov – Jirkov)
- 125 je označení trati (Lužná u Rakovníka) – Krupá – Kolešovice (pravidelná osobní doprava zastavena v prosinci 2006, nyní[kdy?] muzejní provoz) (nejméně do roku 1999/2000 měl číslo 125 jen úsek Krupá – Kolešovice, dříve 12g; úsek Lužná – Krupá je v souběhu s tratí 124) Mezi lety 2010/2011 až 2018/2019 trať nebyla v KJŘ uváděna.
- 126 Most – Rakovník (do roku 2007 pouze Louny – Rakovník, dříve 12h; v roce 2007 úsek Most – Louny převeden z tratě 110)
- 127 je dnes[kdy?] neobsazené číslo trati. V roce 1991/1992 bylo číslo neobsazeno. V roce 1994/1995 měla číslo 127 trať Most – Obrnice – Postoloprty, úsek Most – Obrnice byl v souběhu s tratí 110 a úsek Obrnice – Postoloprty byl převeden z tratě 160; v roce 1996/1997 nebo o rok dříve byla trať 127 připojena jako druhá větev k trati 123. Nejméně v letech 1996/1997 až 1998/1999 bylo číslo 127 neobsazeno. V roce 1999/2000 dostala číslo 127 tentokrát větev Louny – Postoloprty vyčleněná z dosavadní trati 123, v roce 2007 byla připojena k trati 114.
- 128 byl asi v letech 1996/1997 až 1998/1999 dlouhodobý výlukový jízdní řád náhradní dopravy Středokluky – Hostivice za trať 121. Od roku 1999/2000 byl jízdní řád autobusu začleněn do tratě 121, po letech náhradní autobusová doprava postupem času splynula s linkou PID č. 319.

### Řada 130
- 130 Děčín – Ústí nad Labem – Chomutov – Kadaň-Prunéřov (dříve trať 13, původně jen Ústí nad Labem – Chomutov, úsek Chomutov – Klášterec nad Ohří připojen v prosinci 2014 z trati 140, v prosinci 2019 došlo k nové změně – z tratě 090 připojen úsek Děčín – Ústí nad Labem, naopak na opačném konci trať zkrácena do Kadaně-Prunéřova, v úseku Chomutov – Kadaň-Prunéřov souběh s tratí 140)
- 131 Ústí nad Labem – Úpořiny – Bílina (dříve 13b; až do roku 1998/1999 patřil k trati navíc úsek Bílina – Obrnice, z toho úsek Bílina – Želenice nad Bílinou je souběžný s tratí 130 a spojka Želenice nad Bílinou – Obrnice přestala být v jízdních řádech od roku 1999/2000 uváděna a nejméně od roku 1996/1997 není využívána)
- 132 Kadaň-Prunéřov – Hradec u Kadaně. Regionální dráha. Původně součást trati 164 (pův. 16d) Kadaň–Kaštice, pravidelná osobní doprava ukončena v úseku Kadaň předměstí – Kaštice 10. 12. 2006, od roku 2007 obnovena pravidelná sezónní víkendová doprava). Někdy před rokem 2015 byl zbývající úsek Kadaň-Prunéřov – Kadaň předměstí přečíslován na uvolněné číslo 132. Od prosince 2015 byla trať o zastávku prodloužena do stanice Želina.
- 133 byla do prosince 2019 trať Chomutov–Jirkov (přičleněna k trati 124) (v roce 1970/1971 byl tento úsek součástí tratě 12k Chomutov – Louka u Litvínova – Oldřichov u Duchcova; v roce 1981/1982 byl úsek Chomutov–Jirkov veden pod číslem 13h, úsek Jirkov–Litvínov zanikl z důvodu těžby uhlí a zbývající část byla uváděna jako trať 13e, dnes[kdy?] 134; začátkem 90. let trať nebyla uváděna, znovu se objevila v jízdním řádu 1998/1999; v roce 1991/1992 měla toto číslo lanová dráha Bohosudov–Kněžiště, v roce 1970/1971 označovaná 12p a v roce 1981/1982 číslem 13d, později přečíslovaná na 901; v roce 1994/1995 i 1996/1997 bylo číslo neobsazeno)
- 134 Teplice v Čechách – Litvínov (regionální dráha) (v roce 1970/1971 byl úsek Oldřichov u Duchcova – Litvínov součástí tratě 12k Chomutov – Louka u Litvínova – Oldřichov u Duchcova; v roce 1981/1982 byl úsek Chomutov–Jirkov, dnes trať 133, veden pod číslem 13h, úsek Jirkov–Litvínov zanikl z důvodu těžby uhlí a úsek Oldřichov u Duchcova – Litvínov byl uváděn jako trať 13e, do roku 1998/1999 jako 134; od roku 1999/2000 začal být uváděn v traťovém oddíle 134 i úsek Teplice v Čechách – Oldřichov u Duchcova souběžný s tratí 130)
- 135 Most – Moldava v Krušných horách (Moldavská horská dráha) (v roce 1970/1971 trať 12m, v roce 1981/1982 13g; regionální dráha)
- 137 Chomutov–Cranzahl (v roce 1970/1971 trať 13c; v roce 1981/1982 trať 13k; do roku 1998/1999 bylo v jízdním řádu uváděno i s úsekem Vejprty – Cranzahl, pak až do prosince 2015 jen Chomutov–Vejprty, od prosince 2015 znovu až do stanice Cranzahl, jako návaznost je uvedena jízda spojů až do/z Chemnitz)
- 139 od prosince 2021 část tzv. Kozí dráhy v úseku Děčín–Telnice (v roce 1970/1971 trať 12n; v roce 1981/1982 trať 13c, později 132; v úseku Telnice – Oldřichov u Duchcova pravidelná osobní doprava zastavena od 9. 12. 2007).

### Řada 140
- 140 Chomutov – Karlovy Vary – Cheb (dříve trať 14; původně v trase Chomutov – Karlovy Vary – Cheb do roku 1994/1995 nebo následujícího uváděno ještě s výpisem z úseku Praha – Chomutov souběžně s tratí 120; mezi lety 2014/2015 až 2018/2019 byla trať zkrácena o úsek Chomutov – Klášterec nad Ohří, který byl převeden k trati 130)
- 14a byla trať Železniční trať Ostrov nad Ohří – Jáchymov
- 141 Karlovy Vary – Merklín (regionální dráha) (dříve 14b; oproti roku 1991/1992 byla trať nejméně od roku 1994/1995 uváděna i s úsekem Karlovy Vary dolní nádraží – Karlovy Vary, souběžným s tratí 142, nejméně od roku 2015 tento úsek již není uváděn)
- 142 Karlovy Vary dolní nádraží – Johanngeorgenstadt (dříve 14c; roku 1999/2000 i 1970/1971 byla trať ukončena v Potůčkách, v některých letech předtím i potom byl uváděn i přeshraniční úsek)
- 143 byla trať Chodov – Nová Role (dříve 14d; regionální dráha), někdy před rokem 2015 byla připojena k trati 144.
- 144 Nová Role – Chodov – Nové Sedlo u Lokte – Loket předměstí (regionální dráha) (nejméně do roku 1996/1997 měla číslo 144 trať Krásný Jez – Chodov, dříve 14e; od 31. května 1997 nejméně do roku 1999/2000 byl v jízdním řádu uveden vlakový provoz v úseku Chodov – Loket a náhradní autobusová doprava v úseku Loket – Bečov nad Teplou; poté z ní byl vypuštěn úsek Chodov – Nové Sedlo, souběžný s tratí 140, cca do roku 2007 tak trať zahrnovala úsek Bečov nad Teplou – Nové Sedlo u Lokte, jíž pak byla trať Nové Sedlo u Lokte – Loket předměstí zbylým úsekem, protože v úseku Loket předměstí – Krásný Jez byl zrušen provoz. Někdy před rokem 2015 byla k trati 144 připojena dosavadní trať 143 Chodov – Nová Role, v úseku Chodov – Nové Sedlo jsou tyto úseky propojeny souběhem s tratí 140). Trať pochází z roku 1897, v říjnu 2008 SŽDC uvažovala o obnovení v úseku Loket – Horní Slavkov, minimální náklady byly vyčísleny na 154 milionů Kč.[2]
- 145 Sokolov – Kraslice – Zwotental (v českém úseku regionální dráha) (nejméně do roku 1998/1999 uváděn jen úsek Sokolov – Kraslice, dříve 14g; změnou jízdního řádu 1998/1999 byla trať prodloužena do stanice Hraničná státní hranice, v roce 1999/2000 byla koncová zastávka přejmenovaná na pouhé Hraničná, později byl přidán úsek Kraslice – Klingenthal a asi v roce 2007 až do Zwotentalu (dopravce: VIAMONT a.s. od r. 1999, GW Train Regio a.s. od 20. 12. 2011)
- 146 Cheb – Luby u Chebu (regionální dráha) (dříve 14k; do roku 1998/1999 byl uváděn jen úsek Tršnice – Luby u Chebu, od roku 1999/2000 byl uváděn i úsek Cheb – Tršnice, souběžný s tratí 140)
- 147 Cheb – Františkovy Lázně – Bad Brambach (– Zwickau). (dříve 14m; nejméně do roku 1999/2000 patřil k trati i úsek Tršnice – Františkovy Lázně, později uváděný jako větev trati 148, pak bez provozu; v roce 1999/2000 nebyl uveden přeshraniční úsek a jako koncová byla uvedena zastávka Plesná; v roce 2014/2015 byla za Bad Brambach uvedena ještě v závorce Gera, v roce 2015/2016 místo Gery Zwickau. Dříve uváděno pouze ze stanice Františkovy Lázně, někdy před rokem 2015 začalo být uváděno již ze stanice Cheb (v souběhu s tratí 148).)
- 148 Cheb – Hranice v Čechách a Aš – Selb-Plößberg (– Hof) (dříve 14n; regionální dráha. Do prosince 2015 pouze trať Cheb – Hranice v Čechách, od prosince 2015 přidána i větev Aš – Selb-Plößberg (– Hof))
- 149 Karlovy Vary dolní nádraží – Mariánské Lázně (dopravce: VIAMONT a.s. od r. 1999, GW Train Regio a.s. od 20. 12. 2011) a Krásný Jez – Horní Slavkov-Kounice (dříve 14q; regionální dráha) Do prosince 2015 pouze trať Karlovy Vary dolní nádraží – Mariánské Lázně, od prosince 2015 přidána i větev Krásný Jez – Horní Slavkov-Kounice, která dosud patřila k tratí 161.

### Řada 160
- 160 Plzeň – Žatec (zastávky v Ústeckém kraji bez osobního provozu od 9. 12. 2007) (dříve trať 16 Plzeň – Žatec – Obrnice; úsek Žatec – Obrnice, který je dnes hlavní částí trati 123, byl součástí trati 160 ještě nejméně v roce 1991/1992; v období nejméně 1994/1995 až 1999/2000 byla trať 160 vymezena úsekem Plzeň – Žatec západ, úsek Žatec západ – Postoloprty se stal částí tratě 123 a úsek Postoloprty – Obrnice – Most utvořil novou trať 127, někdy později připojenou k trati 123; někdy později byl k trati 160 znovu přidán úsek Žatec západ – Žatec, který je v souběhu s tratí 123.
- 161 Rakovník – Bečov nad Teplou (dříve trať 16a; regionální dráha). Nejméně v roce 2014/2015 byla trať vedena v trase Rakovník – Bečov nad Teplou – Krásný Jez – Horní Slavkov-Kounice (úsek Krásný Jez – Horní Slavkov-Kounice patřil k neprovozovanému úseku trati 144, úsek Bečov nad Teplou – Krásný Jez byl veden v souběhu po trati 149). Od prosince 2015 byl úsek do Kounic připojen k trati 149 a trať 161 zkrácena do původní trasy.
- 162 Rakovník – Kralovice u Rakovníka. (dříve trať 16b; pův. Rakovník – Mladotice, regionální dráha) (od jízdního řádu 1997/1998 začala dlouhodobá výluka s náhradní autobusovou dopravou v úseku Čistá – Mladotice, později byl obnoven provoz v úseku Čistá – Kralovice u Rakovníka a v roce 2008 tak výluka trvá jen v úseku Kralovice u Rakovníka – Mladotice. Od 2011/2012 pouze Rakovník – Kralovice u Rakovníka (úsek Kralovice u Rakovníka – Mladotice neuveden).
- 163 byla trať Protivec – Bochov (dříve trať 16c; regionální dráha), pravidelná osobní doprava ukončena od 2. 6. 1996
- 164 Kadaň – Kaštice (regionální dráha) s větví Vilémov u Kadaně – Kadaňský Rohozec
  - Kadaň – Kaštice dříve trať 16d, v roce 1970/1971 uváděna včetně úseku Prunéřov – Kadaň; pravidelná osobní doprava ukončena v úseku Kadaň předměstí – Kaštice 10. 12. 2006, od roku 2007 obnovena pravidelná sezónní víkendová doprava). Někdy před rokem 2015 byl zbývající úsek Kadaň-Prunéřov – Kadaň předměstí přečíslován na uvolněné číslo 132.
  - Vilémov u Kadaně – Kadaňský Rohozec dříve trať 16e, poté 165; regionální dráha), pravidelná osobní doprava ukončena 10. 12. 2006, od roku 2008 obnovena pravidelná sezónní víkendová doprava Vilémov u Kadaně – Radonice u Kadaně. Od roku 2007/2008 číslo trati 165 zrušeno a úsek přičleněn do trati 164.)
- 165 číslo neobsazeno, do roku 2006/2007 měl číslo 165 úsek Vilémov u Kadaně – Kadaňský Rohozec (dříve trať 16e; regionální dráha), pravidelná osobní doprava ukončena 10. 12. 2006, od roku 2008 obnovena pravidelná sezónní víkendová doprava Vilémov u Kadaně – Radonice u Kadaně. Od roku 2007/2008 číslo trati 165 zrušeno a úsek přičleněn do trati 164.
- 166, dříve 16g, bylo do roku 1998/1999 číslo dnešní trati 174 Rakovník – Beroun
- 167, dříve 16h, bylo do roku 1998/1999 číslo dnešní trati 173 Praha – Rudná u Prahy – Beroun

### Řada 170
- 170 (Praha–) Beroun – Plzeň – Klatovy (dříve trať 17 Zdice – Schirnding; ještě v roce 1991/1992 začínala základní část trati až ve Zdicích, v roce 1994/1995 začínal základní úsek již v Berouně; od roku 1999/2000 byla trať 170 ukončena v Chebu, úsek Cheb – Schirnding byl později vyčleněn do nové trati 179, od prosince 2019 byla trať zkrácena o úsek Plzeň – Cheb, který byl vyčleněn do samostatné tabulky 178 a naopak rozšířena o úsek Plzeň – Klatovy z tratě 183)
- 171 Praha – Beroun (linka S7 systému Esko, od 9. 12. 2007) (dříve trať 17a Praha – Zdice; ještě v roce 1991/1992 zahrnovala trať úsek až do stanice Zdice, v roce 1994/1995 měla trať již dnešní vymezení; dříve uváděno jako souhrnná doprava, cca od roku 2012 neobsahuje dálkovou dopravu)
- 172 Zadní Třebaň – Lochovice (dříve trať 17b; regionální dráha)
- 173 Praha–Smíchov – Rudná u Prahy – Beroun (celostátní dráha) (linka S6 systému Esko, od 9. 12. 2007) (do roku 1998/1999 měla tato trať číslo 167 a pod číslem 173, byla vedena dnešní trať 175 Rokycany – Nezvěstice, dříve 17c)
- 174 Beroun – Rakovník (regionální dráha) (do roku 1998/1999 měla tato trať číslo 166 a pod číslem 174 byla vedena dnešní trať 176 Chrást u Plzně – Radnice, dříve 17d)
- 175 Rokycany – Nezvěstice (regionální dráha) (do roku 1998/1999 měla tato trať číslo 173, předtím 17c, a pod číslem 175, byla vedena dnešní trať 177 Pňovany – Bezdružice, dříve 17e)
- 176 (Plzeň –) Ejpovice – Chrást u Plzně – Radnice (regionální dráha) (do roku 1998/1999 měla tato trať číslo 174, dříve 17d, a pod číslem 176 byla vedena dnešní trať 186 Svojšín – Bor, dříve 17g, úsek Ejpovice – Chrást u Plzně byl ke trati přičleněn v prosinci 2018 po dokončení Ejpovického tunelu a byl původně součástí hlavní tratě 170)
- 177 Pňovany zastávka – Bezdružice (do roku 1998/1999 měla tato trať číslo 175, dříve 17e, a číslo 177 bylo neobsazeno) Někdy před rokem 2015 prodlouženo o úsek Pňovany zastávka – Pňovany v souběhu s tratí 170.
- 178 Plzeň – Cheb (do prosince 2019 byla trať součástí tratě 170)
  - 178 byla do prosince 2018 trať Svojšín – Bor (do roku 1998/1999 měla tato trať číslo 176, dříve 17g, a číslo 178 bylo neobsazeno)
- 179 Cheb – Schirnding (– Marktredwitz) (do roku 1998/1999 byl tento úsek částí tratě 170, od roku 1999/2000 byl uveden jen v tratích 812 a 813, později vznikl samostatný oddíl 179) Někdy před rokem 2015 začal být v závorce uváděn i úsek do Marktredwitz.

### Řada 180
- 180 Plzeň – Domažlice – Furth im Wald (dříve trať 18; v roce 1999/2000 byl přeshraniční úsek vynechán a jako koncová byla uvedena stanice Česká Kubice, přeshraniční úsek zůstal v trati 811)
- 181 Nýřany – Heřmanova Huť (dříve trať 18a; regionální dráha)
- 182 Staňkov – Poběžovice (dříve trať 18b; regionální dráha)
- 183 Klatovy – Železná Ruda-Alžbětín (do prosince 2019 Plzeň – Železná Ruda-Alžbětín, úsek Plzeň – Klatovy přičleněn ke trati 170, dříve trať 18c; do roku 1990 končila trať v Železné Rudě o stanici dříve)
- 184 Domažlice – Planá u Mariánských Lázní (dříve trať 18d; regionální dráha)
- 185 Horažďovice předměstí – Domažlice (dříve trať 18e)
- 186 Svojšín – Bor (do roku 1998/1999 měla tato trať číslo 176, dříve 17g, v letech 1998/1999 – 2017/2018 měla trať číslo 178)

### Řada 190
- 190 Strakonice – České Budějovice (do prosince 2019 Plzeň – České Budějovice, úsek Plzeň – Strakonice vyčleněn do trati 191, do roku 1998/1999 patřila k trati 190, dříve 19, i dnešní trať 199 České Budějovice – České Velenice).
- 191 Plzeň – Strakonice (do prosince 2019 byla trať součástí tratě 190)
  - 191 byla do prosince 2019 trať Nepomuk – Blatná (dříve trať 19a; regionální dráha)
- 192 Nepomuk – Blatná (do prosince 2019 trať 191, dříve trať 19a; regionální dráha)
  - 192 byla do zastavení provozu trať Číčenice – Týn nad Vltavou (dříve trať 19b; regionální dráha), od roku 2013/14 zrušen provoz
- 193 byla trať Dívčice – Netolice (dříve trať 19c; regionální dráha), v lednu roku 2011 zrušen provoz, víkendové letní vlaky Čičenice – Týn nad Vltavou, část tratě 193
- 194 České Budějovice – Černý Kříž (regionální dráha) Dříve trať 19d, uváděna jako České Budějovice – Černý Kříž – Volary s větví Nové Údolí – Černý Kříž. Od roku 2010/11 jsou úseky Volary – Černý Kříž a Černý Kříž – Nové Údolí připojeny k trati 197 (od GVD 2017/18 dopravce GW Train Regio)
- 195 Rybník – Lipno nad Vltavou (dříve trať 19e; regionální dráha)
- 196 České Budějovice – Summerau (dříve trať 19g; v roce 1999/2000 byl přeshraniční úsek vynechán a uveden jen v trati 806, jako koncová byla uvedena stanice Horní Dvořiště)
- 197 Číčenice – Nové Údolí (regionální dráha) Dříve trať 19h. Původně jen Číčenice – Volary. Od roku 2010/11 k ní je připojen i úsek Volary – Černý Kříž – Nové Údolí z trati 194 (od GVD 2017/18 dopravce GW Train Regio)
- 198 Strakonice – Volary (regionální dráha) do roku 1998/1999 část trati 208 (od GVD 2017/18 dopravce GW Train Regio)
- 199 České Budějovice – České Velenice (do roku 1998/1999 část trati 190; přeshraniční úsek do Gmünd NÖ nebyl v roce 1999/2000 uveden a byl odkázán na trať 803, koncová stanice byla České Velenice; někdy před rokem 2015 přestal být Gmünd NÖ v názvu trati uváděn a úsek do Vídně je uváděn jen v traťové tabulce jako návaznost)

### Řada 200
- 200 Zdice – Protivín (dříve trať 20; v roce 1991/1992 byl k trati uváděn i výpis z trati 171 Praha – Zdice, v roce 1994/1995 již nikoliv)
- 201 Tábor – Ražice (dříve trať 20a)
- 202 Tábor – Bechyně (regionální dráha) (tato bechyňská elektrická dráha měla do roku 1998/1999 číslo 224, dříve 22e; pod číslem 202 byla uvedena dnešní trať 224 (Jihlava –) Horní Cerekev – Tábor, dříve 20c, od roku 1998/1999 bez výpisu úseku Jihlava – Horní Cerekev)
- 203 Březnice – Strakonice (regionální dráha) (do roku 1998/1999 byla tato trať částí trati 208; číslo 203 měla dnešní trať 227 Kostelec u Jihlavy – Slavonice, dříve trať 20d)
- 204 Březnice – Rožmitál pod Třemšínem (regionální dráha) (dříve trať 20k; do roku 1998/1999 měla tato trať číslo 207; číslo 204 měla část dnešní trati 225 Jihlava – Veselí nad Lužnicí (–České Budějovice), dříve 20e)
- 205, dříve 20g, bylo do roku 1998/1999 číslo dnešní tratě 228 Jindřichův Hradec – Obrataň
- 206, dříve 20h, bylo do roku 1998/1999 číslo dnešní tratě 229 Jindřichův Hradec – Nová Bystřice
- 207, dříve 20k, bylo do roku 1998/1999 číslo dnešní tratě 204 Březnice – Rožmitál pod Třemšínem
- 208, dříve 20m, bylo do roku 1998/1999 číslo dnešních tratí 203 Březnice – Strakonice a 198 Strakonice – Volary

### Řada 210
- 210 Praha – Vrané nad Vltavou – Čerčany, Vrané nad Vltavou – Dobříš (dříve trať 21; regionální dráha) (Praha – Čerčany linka S8, Praha – Dobříš linka S80 systému Esko, od 9. 12. 2007)
- 212 Čerčany – Světlá nad Sázavou (regionální dráha, do roku 1998/1999 měla tato trať číslo 222, dříve 22b; číslo 212 bylo neobsazeno)

### Řada 220
- 220 (Praha –) Benešov u Prahy – České Budějovice (dříve trať 22)
- 221 Praha – Benešov u Prahy (dříve trať 22a) (linka S9 systému Esko, od 9. 12. 2007) Zhruba do roku 2012 byl jízdní řád nadepsán souhrnná doprava, od té doby už v něm nejsou uváděny dálkové spoje.
- 222 Benešov u Prahy – Trhový Štěpánov (regionální dráha, v roce 1970/1971 ještě pokračovala o 14 km dále až do stanice Dolní Kralovice; do roku 1998/1999 měla tato trať číslo 223, předtím 22c; číslo 222 měla dnešní trať 212 Čerčany – Světlá nad Sázavou, dříve 22b)
- 223 Olbramovice – Sedlčany (regionální dráha, do roku 1998/1999 měla tato trať číslo 225, předtím 22d; číslo 223 měla dnešní trať 222 Benešov u Prahy – Trhový Štěpánov, dříve 22c)
- 224 Tábor – Horní Cerekev (do roku 1998/1999 měla tato trať číslo 202, ještě dříve 20c; někdy pak jí bylo vyměněno číslo s elektrickou dráhou Tábor – Bechyně)
- 225 Havlíčkův Brod – Veselí nad Lužnicí (do roku 1998/1999 byl úsek Jihlava – Veselí nad Lužnicí tratí 204, dříve tratí 20e; od roku 1999/2000 byl přečíslován na 225; od jízdního řádu 2005/2006 byl k trati 225 převeden ještě úsek Jihlava – Havlíčkův Brod, který v roce 1970/1971 patřil k trati 23 a v roce 1981/1982 k trati 24, později 240; číslo 225 měla do roku 1998/1999 trať Olbramovice – Sedlčany, dříve 22d)
- 226 Veselí nad Lužnicí – České Velenice (dříve 22g; v roce 1991/1992 byl k trati uváděn ještě výpis z trati 220 v úseku Praha – Veselí, v roce 1994/1995 již nikoliv; v roce 1999/2000 nebyl uveden přeshraniční úsek do Gmünd NÖ a byl odkázán na trať 803, někdy před rokem 2015 začaly být jako koncová stanice opět uváděny České Velenice)
- 227 Kostelec u Jihlavy – Slavonice (regionální dráha, do roku 1998/1999 měla číslo 203, ještě dříve 20d)
- 228 Jindřichův Hradec – Obrataň (dopravce: JHMD,a.s.) (regionální dráha, dříve trať 20g; do roku 1998/1999 měla číslo 205)
- 229 Jindřichův Hradec – Nová Bystřice (dopravce: JHMD,a.s.) (regionální dráha, dříve trať 20h; do roku 1998/1999 měla číslo 206)

### Řada 230
- 230 (Praha –) Kolín – Havlíčkův Brod (v roce 1981/1982 trať 23; v roce 1970/1971 patřil k trati 23 i úsek Havlíčkův Brod – Jihlava, dnes[kdy?] součást trati 225, a součástí traťového jízdního řádu byl i výpis trati 24 dále do Brna)
- 231 (Praha –) Lysá nad Labem – Kolín (od prosince 2019 úsek Praha – Lysá nad Labem přičleněn ke trati 232; dříve trať 23a) (linka S2 systému Esko, od 9. 12. 2007)
- 232 Praha – Lysá nad Labem – Milovice (dříve trať 23b; regionální dráha)
- 233 Čelákovice – Mochov (dříve trať 23c; regionální dráha), pravidelná osobní doprava ukončena 2007, obnovena 2018
- 234, dříve 23d, byla do roku 1998/1999 dnešní trať 014 Kolín – Ledečko, dnes[kdy?] je číslo neobsazeno
- 235 Kutná Hora – Zruč nad Sázavou (v roce 1970/1971 i 1981/1982 trať 23e; v roce 1970/1971 byl úsek Kutná Hora hl. n. – Kutná Hora město vyčleněn zvlášť jako souhrnný jízdní řád 23g; regionální dráha)
- 23h bylo v roce 1970/1971 číslo trati Skovice – Vrdy, již tehdy bez provozu
- 236 Čáslav – Třemošnice (dříve trať 23k; regionální dráha)
- 237 Havlíčkův Brod – Humpolec (dříve trať 23m; regionální dráha)
- 238 Pardubice – Havlíčkův Brod (dříve trať 23n)

### Řada 240
- 240 Brno – Jihlava (v roce 1970/1971 trať 24 Brno – Jihlava; v roce 1981/1982 trať 24 Brno – Jihlava – Havlíčkův Brod; úsek Jihlava – Havlíčkův Brod patřil k trati 240 do roku 2005, od jízdního řádu 2005/2006 byl převeden k trati 225) Na trať zasahují linky IDS JMK: S4 a R4 Brno – Náměšť nad Oslavou, v úseku Brno – Střelice též S41.
- 241 Znojmo – Okříšky (v roce 1981/1982 trať 24a Šatov – Znojmo – Okříšky, úsek Šatov – Znojmo patřil k trati 241 ještě v roce 1991/1992 patřil k trati ještě, někdy poté byl oddělen jako samostatná trať 248; v roce 1994/1995 měla již trať dnešní vymezení). Na části tratě je provozována linka IDS JMK: S81 Znojmo – Moravské Budějovice.
- 242 byla trať Dobronín – Polná (v roce 1970/1971 trať 23p, v roce 1981/1982 trať 24b; regionální dráha), pravidelná osobní doprava ukončena 1982
- 243 Moravské Budějovice – Jemnice (dříve 24d; regionální dráha), někdy před rokem 2015 byl ukončen provoz, nyní[kdy?] sezónní víkendové vlaky)
- 244 Brno – Hrušovany nad Jevišovkou, Moravské Bránice – Oslavany (regionální dráha kromě úseku Brno – Střelice, společného s tratí 240; v roce 1981/1982 patřil k trati 24e navíc úsek Hrušovany nad Jevišovkou – Znojmo, dnes[kdy?] část trati 246). Na část trati bližší Brnu zasahuje linky IDS JMK S41: Brno – Moravské Bránice – Moravský Krumlov – Miroslav a celá větev do Oslavan. Dále od Brna je provozována linka IDS JMK: S42 Miroslav – Hrušovany nad Jevišovkou.
- 245 byla trať Hrušovany nad Jevišovkou – Hevlín (dříve trať 24g; regionální dráha), někdy před rokem 2015 byl ukončen provoz
- 246 Břeclav – Znojmo (v roce 1981/1982 trať 24h zahrnovala pouze úsek Břeclav – Hrušovany nad Jevišovkou; úsek Hrušovany – Znojmo byl někdy později převeden z tratě 244, v roce 1991/1992 měla již trať 246 dnešní vymezení). Celá trať je pokryta linkou IDS JMK: S8 Břeclav – Valtice – Mikulov – Hrušovany nad Jevišovkou – Znojmo.
- 247 byla trať Břeclav – Lednice (od prosince 2019 trať 253) dříve trať 24k; v úseku Boří Les –Lednice regionální dráha (pouze sezónní provoz)
- 248 Znojmo – Retz (– Wien) (úsek Znojmo – Šatov byl ještě v roce 1991/1992 částí trati 241; v roce 1994/1995 byla trať uvedena v trase Znojmo – Retz; v roce 1999/2000 nebyl uveden přeshraniční úsek, někdy před rokem 2015 začala být v názvu tratě uváděna v závorce Vídeň). Trať je obsluhována linkou IDS JMK: S82 Znojmo – Šatov

### Řada 250
- 250 (Praha –) Havlíčkův Brod – Tišnov (– Brno) (v roce 1970/1971 základní část trati 25 končila v Brně a navazující úsek směrem na Břeclav kmenově patřil k trati 26; v roce 1981/1982 trať 25 (Praha –) Havlíčkův Brod – Brno – Břeclav; v roce 1991/1992 trať pokračovala výpisem souběžných tratí na Komárno a Štúrovo; úsek Břeclav – Kúty kmenově patřil k trati 360; od roku 1994/1995 do roku 2018/2019 (Praha –) Havlíčkův Brod – Brno – Kúty, úsek Tišnov – Vranovice byl vyčleněn do trati 251, úsek Vranovice – Kúty do trati 252) Na trať zasahuje několik linek IDS JMK – zejména linka S1 Brno-Slatina – Kuřim a R3 Brno – Tišnov
- 251 Tišnov – Brno – Vranovice, Hrušovany u Brna – Židlochovice (jen osobní a spěšné vlaky, do prosince 2019 součástí trati 250, kromě větve Hrušovany u Brna – Židlochovice, která byla bez provozu) Na trať zasahuje linka S3 IDS JMK Vranovice – Brno – Tišnov – Níhov O původním úseku Brno – Tišnov, nahrazeném začátkem 50. let 20. století, je v článku Stará Tišnovka.
  - 251 byla do prosince 2019 trať Žďár nad Sázavou – Nové Město na Moravě – Tišnov (nyní[kdy?] trať 256, dříve trať 25a; regionální dráha). Na trať zasahuje linka IDS JMK: linka S31 v úseku Tišnov – Rovné-Divišov.
- 252 (Brno –) Vranovice – Kúty (do prosince 2019 součástí trati 250)
- 253 Břeclav – Lednice (do prosince 2015 trať 247) dříve trať 24k; v úseku Boří Les –Lednice regionální dráha, pouze sezónní provoz)
  - 253 byla trať Vranovice – Pohořelice (dříve trať 25d; původně regionální dráha) Pravidelná osobní doprava byla provozována do prosince 2008, v roce 2012 byla trať překategorizována na vlečku. Od roku 2011 zde byly pořádány mimořádné veřejné jízdy.
- 254 Šakvice – Hustopeče u Brna (dříve trať 25e; regionální dráha)
- 255 Hodonín – Zaječí (dříve trať 25g; regionální dráha)
- 256 Žďár nad Sázavou – Nové Město na Moravě – Tišnov (do prosince 2019 trať 251, dříve trať 25a; regionální dráha). Na trať zasahuje linka IDS JMK: linka S31 v úseku Tišnov – Rovné-Divišov.
  - 256 byla trať Čejč – Uhřice u Kyjova ( – Ždánice) (dříve trať 25h; původně regionální dráha), pravidelná osobní doprava ukončena od 24. 5. 1998. Úsek Uhřice – Ždánice byl úředně zrušen k 25. říjnu 2006, v červnu 2010 byl fyzicky zlikvidován. Zbytek tratě navrhla SŽDC na zrušení, podle některých návrhů měl být přeřazen mezi vlečky, mezitím obec Terezín u Čejče požádala o převod do vlastnictví a řízení o zrušení bylo přerušeno.
- 257 Křižanov – Studenec (dříve trať 25b; regionální dráha)
- 258 bylo nejméně v letech 1996/1997 až 1998/1999 číslo tratě Břeclav – Hohenau an der March (dnes[kdy?] součást trati 002)

### Řada 260
- 260 Česká Třebová – Brno – Vyškov na Moravě (dříve trať 26, úsek Brno – Vyškov na Moravě připojen od prosince 2019, dříve patřil ke trati 300). Na trať zasahují linky IDS JMK: S2 v úseku Křenovice – Brno – Březová nad Svitavou a R19 v úseku Brno – Březová nad Svitavou.
- 261 Svitavy – Žďárec u Skutče (v roce 1970/1971 trať 23q, v roce 1981/1982 trať 26a; regionální dráha)
- 262 Skalice nad Svitavou – Velké Opatovice (regionální dráha) (do roku 1998/1999 byla trať 262 Skalice nad Svitavou – Chornice, předtím 26b; úsek Třebovice v Čechách – Chornice byl k této trati převeden od roku 1999/2000 z trati 263, dřívější části trati 271, takže trať 262 pak měla trasu Česká Třebová – Chornice – Skalice nad Svitavou, úsek Česká Třebová – Třebovice byl společný s tratěmi 270 a 272). Od 2011/2012 pouze Skalice nad Svitavou – Velké Opatovice (úsek Velké Opatovice – Chornice bez provozu, úsek Moravská Třebová – Třebovice v Č. – Česká Třebová přečíslován na 017, úsek Chornice – Moravská Třebová zpočátku bez provozu a pak připojen také k trati 017).Na trať zasahuje IDS JMK: linka S21 Skalice nad Svitavou – Boskovice – Jevíčko.
- 263 byla nejméně od roku 1994/1995 až do roku 1998/1999 trať Chornice – Třebovice v Čechách (v roce 1991/1992 byl tento úsek částí trati 271, roku 1999/2000 byl připojen k trati 262)
- 265 bylo v roce 1996/1997 číslo jízdního řádu náhradní autobusové dopravy Blansko – Brno za trať 260, v roce 1997/1998 a 1998/1999 v úseku Březová nad Svitavou – Svitavy
- 266 bylo v roce 1997/1998 číslo jízdního řádu náhradní autobusové dopravy Svitavy – Česká Třebová

### Řada 270
- 270 Česká Třebová – Přerov a Rudoltice v Čechách – Lanškroun (do prosince 2019 byla 270 trať (Praha –) Česká Třebová – Přerov – Bohumín (dříve trať 27), úsek Česká Třebová – Zábřeh na Moravě byl připojen k trati 019, úsek Přerov – Bohumín byl vyčleněn do tabulky 271, naopak byly ke trati 270 připojeny dřívější tratě 301 Nezamyslice–Olomouc a 291 Zábřeh na Moravě – Šumperk, tento stav vydržel pouze rok, poté byl úsek Česká Třebová – Zábřeh přičleněn k trati 270 společně s tratí do Lanškrouna a tratě 291 a 301 byly vráceny do předchozího stavu)
- 271 (Olomouc –) Přerov – Bohumín a Mošnov, Ostrava Airport – Studénka (do prosince 2019 součást trati 270), úsek Mošnov, Ostrava Airport – Studénka zprovozněn 13. 4. 2015, poprvé uveden v jízdním řádu 2014/2015
  - 271 byla do prosince 2019 trať Prostějov – Dzbel (regionální dráha) (nyní[kdy?] trať 306, dříve trať 27a; v roce 1991/1992 a dříve patřil k této trati ještě úsek Chornice – Třebovice v Čechách, poté převedený k trati 262; v roce 1994/1995 měla trať vymezení Prostějov – Dzbel Chornice), od roku 2011/2012 zkrácena na Prostějov – Dzbel (úsek Dzbel – Chornice byl nejprve bez provozu, s obnovením provozu byl převeden k trati 017).
- 272 Výpis mezistátních spojů z Bohumína do Polska a Ruska. Do prosince 2011 Česká Třebová – Rudoltice v Čechách – Lanškroun, v prosinci 2011 přečíslovaná na 019 (úsek Rudoltice v Čechách – Lanškroun měl dříve číslo 27e a je regionální dráhou, od roku 2005/2006 byl jako součást trati 272 uváděn i úsek po celostátní dráze společný s tratí 270).
- 273 číslo neobsazeno. Do prosince 2019 Prostějov – Senice na Hané – Červenka, přečíslovaná na 307 – (dříve trať 27c Červenka – Senice na Hané; do 13. prosince 2008 trať 273 Červenka – Senice na Hané, od 13. prosince 2008 připojen úsek Senice na Hané – Prostějov ze stávající tratě 275)
- 274 číslo neobsazeno. Do prosince 2019 Litovel předměstí – Mladeč, přečíslovaná na 308 (dříve trať 27d; regionální dráha) (v roce 1998/1999 a 1999/2000 byla pravidelná doprava přerušena, později zase obnovena; na této trati byly do roku 1998/1999 v jízdním řádu standardně uváděny podmínky konání mimořádných jízd)
- 275 číslo neobsazeno. Do prosince 2019 Olomouc – Senice na Hané – Drahanovice, přečíslovaná na 309 (dříve trať 27b Olomouc – Kostelec na Hané – Prostějov; do 13. prosince 2008 trať 275 Olomouc – Kostelec na Hané – Prostějov; od 13. prosince 2008 zkráceno o úsek Drahanovice – Prostějov, který byl přeřazen k trati 273, úsek Senice na Hané – Drahanovice je nově společný oběma tratím; úsek Senice na Hané – Olomouc je regionální dráha)
- 276 Suchdol nad Odrou – Budišov nad Budišovkou (dříve trať 27g; regionální dráha)
- 277 Suchdol nad Odrou – Fulnek (dříve trať 27h; regionální dráha)
- 278 Suchdol nad Odrou – Nový Jičín město (dříve trať 27k; regionální dráha)
- 279 Studénka – Bílovec (dříve trať 27m; regionální dráha)
- 27n bylo v roce 1981/1982 číslo trati Studénka – Veřovice, později přečíslované na 304, dnes[kdy?] 325

### Řada 280
- 280 Hranice na Moravě – Střelná (– Púchov), Horní Lideč – Bylnice (dříve trať 28; nejméně do roku 1998/1999 pokračovala trať do Púchova, později končila ve stanici Střelná, někdy před rokem 2015 začal být uváděn Púchov v názvu trati v závorce; nejméně od roku 1994/1995 až do roku 1998/1999 byl součástí této tratě i úsek Horní Lideč – Bylnice, který předtím byl tratí 283 a roku 1999/2000 pod stejným číslem opět osamostatněn, od roku 2019/2020 opět připojena)
- 281 Valašské Meziříčí – Rožnov pod Radhoštěm (dříve trať 28a; regionální dráha)
- 282 Vsetín – Velké Karlovice (dříve trať 28b; regionální dráha)
- 283 číslo neobsazeno. Do prosince 2019 Horní Lideč – Bylnice (dříve trať 28c; v roce 1991/1992 má úsek číslo 283, nejméně od roku 1994/1995 až do roku 1998/1999 však byl součástí trati 280, roku 1999/2000 dostal původní číslo 283, od roku 2019/2020 opět součástí tratě 280)

### Řada 290
- 290 Olomouc – Šumperk (do roku 1998/1999 patřila k trati 290, dříve 29, i dnešní trať 292 Šumperk – Krnov)
- 29a bylo číslo trati Petrovice u Karviné – Karviná (osobní doprava zastavena 26. května 1962, části trati jsou v provozu dosud)
- 291 Zábřeh na Moravě – Šumperk – Kouty nad Desnou, Petrov nad Desnou – Sobotín (Železnice Desná, v majetku spolku obcí, regionální dráha, do roku 1997/1998 část trati 291 Zábřeh na Moravě – Kouty nad Desnou, předtím část trati 29a; v roce 1998/1999 trať 294, od roku 1999/2000 do roku 2015/2016 měla číslo 293, do roku 2018/2019 pak opět součástí tratě 291 jako před rokem 1997, v jízdním řádu 2019/2020 nesla číslo 291 samostatně, úsek Zábřeh na Moravě – Šumperk byl součástí tratě 270, od jízdního řádu 2020/2021 opět vráceno do předchozího stavu)
- 292 Šumperk – Krnov (do roku 1998/1999 byla tato trať část trati 290, předtím 29; číslo 292, dříve 29b, měla dnešní trať 294 Hanušovice – Staré Město pod Sněžníkem)
- 293 číslo neobsazeno. Do roku 2015/2016 Šumperk – Kouty nad Desnou, Petrov nad Desnou – Sobotín (nyní[kdy?] trať 291, Železnice Desná, dopravce: Connex Morava a. s., regionální dráha, do roku 1997/1998 část trati 291, předtím část trati 29a; v roce 1998/1999 trať 294, od roku 1999/2000 má číslo 293; číslo 293 měla v roce 1991/1992 dnešní trať 295 Lipová Lázně – Javorník ve Slezsku, předtím 29c; nejméně v letech 1994/1995 až 1998/1999 měla číslo 293 dnešní trať 295 i s dnešní tratí 296 (dosavadní 294))
- 294 Hanušovice – Staré Město pod Sněžníkem (regionální dráha, číslo 294 má tato trať od roku 1999/2000, předtím do roku 1998/1999 měla číslo 292, předtím 29b; číslo 294 měla v roce 1991/1992 dnešní trať 296 Velká Kraš – Vidnava, dříve 29d: nejméně v letech 1994/1995 až 1996/1997 bylo číslo neobsazeno; v roce 1998/1999 číslo 294 měla dnešní trať 293 ze Šumperka do Koutů a Sobotína, vzniklá oddělením od trati 291)
- 295 Lipová Lázně – Javorník ve Slezsku (regionální dráha, do roku 1998/1999 měla tato trať číslo 293, předtím 29c; číslo 295 měla dnešní trať 297 Mikulovice – Zlaté Hory, dřívější 29e)
- 296 byla trať Velká Kraš – Vidnava (regionální dráha, toto číslo měla trať od roku 1999/2000, v roce 1991/1992 měla číslo 294, předtím 29d; nejméně od roku 1994/1995 až do roku 1998/1999 byla částí trati 293; číslo 296 měla do roku 1998/1999 dnešní trať 298 Třemešná ve Slezsku – Osoblaha, dřívější 29g) Někdy před rokem 2015 byl na trati 296 ukončen provoz.
- 297 Mikulovice – Zlaté Hory (regionální dráha, do roku 1998/1999 měla číslo 295, předtím 29e)
- 298 Třemešná ve Slezsku – Osoblaha (regionální dráha, do roku 1998/1999 měla číslo 296, dříve 29g)

### Řada 300
- 300 (Brno –) Vyškov na Moravě – Přerov (– Bohumín) (úsek Brno – Vyškov na Moravě od prosince 2019 součástí tratě 260, trať Brno – Přerov měla do roku 1998/1999 číslo 331, předtím 33a; číslo 300, předtím 30, měla do roku 1998/1999 trať Ostrava – Kojetín, sestávající z dnešních tratí 323 a 303) Na trať zasahují linky IDS JMK: R7 v úseku Brno – Vyškov na Moravě – Nezamyslice a S71 v úseku Vyškov na Moravě – Nezamyslice.
- 301 Nezamyslice – Olomouc(do roku 1998/1999 měla tato trať číslo 332, předtím 33b; číslo 301 měla původně dnešní trať 305 Kroměříž – Zborovice, dřívější 30c, v roce 2019/2020 byla trať součást tratě 270 a číslo 301 nebylo obsazeno)
- 302 byla trať Nezamyslice – Morkovice (regionální dráha, pravidelná osobní doprava ukončena 1998) (do roku 1998/1999 měla tato trať číslo 333, předtím 33c; číslo 302 měla dnešní trať 326 Hostašovice – Nový Jičín, dřívější 30b)
- 303 Kojetín – Valašské Meziříčí (do roku 1998/1999 část trati 300; číslo 303 měla dnešní trať 324 Frýdlant nad Ostravicí – Ostravice, dříve 30a)
- 304 Kojetín – Tovačov (dříve 33d a 334; regionální dráha), pravidelná osobní doprava byla ukončena v roce 1981 a obnovena v roce 2019; 304 bylo do jízdního řádu 1998/1999 číslo dnešní trati 325 Studénka – Štamberk – Veřovice, dřívější 27n
- 305 Kroměříž – Zborovice (regionální dráha, do jízdního řádu 1998/1999 měla tato trať číslo 301, předtím 30c; nejméně od roku 1994/1995 až do roku 1998/1999 bylo číslo 305 neobsazeno)
- 306 Prostějov – Dzbel (regionální dráha) (do prosince 2019 trať 271, dříve trať 27a; v roce 1991/1992 a dříve patřil k této trati ještě úsek Chornice – Třebovice v Čechách, poté převedený k trati 262; v jízdním řádu 1994/1995 měla trať vymezení Prostějov – Dzbel Chornice), od roku 2011/2012 zkrácena na Prostějov – Dzbel (úsek Dzbel – Chornice byl nejprve bez provozu, s obnovením provozu byl převeden k trati 017).
- 307 Prostějov – Senice na Hané – Červenka (do prosince 2019 trať 273, dříve trať 27c Červenka – Senice na Hané; do 13. prosince 2008 trať 273 Červenka – Senice na Hané, od 13. prosince 2008 připojen úsek Senice na Hané – Prostějov ze stávající tratě 275)
- 308 Litovel předměstí – Mladeč, (do prosince 2019 274, dříve trať 27d; regionální dráha) (v roce 1998/1999 a 1999/2000 byla pravidelná doprava přerušena, později zase obnovena; na této trati byly do roku 1998/1999 v jízdním řádu standardně uváděny podmínky konání mimořádných jízd)
- 309 Olomouc – Senice na Hané – Drahanovice (do prosince 2019 trať 275, dříve trať 27b Olomouc – Kostelec na Hané – Prostějov; do 13. prosince 2008 trať 275 Olomouc – Kostelec na Hané – Prostějov; od 13. prosince 2008 zkráceno o úsek Drahanovice – Prostějov, který byl přeřazen k trati 273, úsek Senice na Hané – Drahanovice je nově společný oběma tratím; úsek Senice na Hané – Olomouc je regionální dráha)

### Řada 310
- 310 Olomouc – Opava východ, Rýmařov – Valšov (v prosinci 2019 k trati připojena dosavadní trať 311 Valšov – Rýmařov, v roce 1991/1992 měla trať 310 rozsah Olomouc – Opava východ, stejně jako dřívější trať 31; nejméně od roku 1994/1995 až do roku 1998/1999 však k ní nepatřil úsek Krnov – Opava východ, který v té době příslušel k trati 316)
- 311 číslo neobsazeno. Do prosince 2019 Valšov – Rýmařov, nyní [kdy?]součást tratě 310 (dříve 31a; regionální dráha)
- 312 Bruntál – Malá Morávka (dříve 31b; regionální dráha) Pravidelný provoz ukončen roku 2009, obnoven od jízdního řádu 2019/2020.
- 313 Milotice nad Opavou – Vrbno pod Pradědem (dříve 31c; regionální dráha) (dopravce: GW Train Regio, a. s. od 24. 5. 1998)
- 314 Opava východ – Svobodné Heřmanice (dříve 31d; regionální dráha; od jízdního řádu 2008/2009 vypuštěna koncová stanice Svobodné Heřmanice a trať o stanici zkrácena, v dubnu 2014 byla zastavena osobní doprava na zbytku trati, od léta 2014 zde provozuje dopravu společnost Railway Capital, v knižních jízdních řádech 2014/2015 a 2015/2016 trať nebyla uvedena, od JŘ 2018/2019 uváděna opět pod svým číslem)
- 315 Opava východ – Hradec nad Moravicí (dříve 31e; regionální dráha)
- 316 číslo neobsazeno, do jízdního řádu 2007/2008 Ostrava-Svinov – Opava východ (dříve 31g; v jízdním řádu 1991/1992 a dříve končilo na nádraží Ostrava-Poruba, v jízdním řádu 1994/1995 již na nádraží Ostrava-Svinov; nejméně od jízdního řádu 1994/1995 až do jízdního řádu 1998/1999 k trati příslušel i úsek Opava východ – Krnov převedený z trati 310, od jízdního řádu 1999/2000 byl vrácen zpátky k trati 310; od jízdního řádu 2008/2009 trať 316 připojena k trati 321)
- 317 Opava východ – Hlučín, Kravaře ve Slezsku – Chuchelná, větev Kravaře ve Slezsku – Chuchelná byla připojena v prosinci 2019, čímž zanikla trať 318 (dříve 31h; regionální dráha)
- 318 číslo neobsazeno. Do prosince 2019 Kravaře ve Slezsku – Chuchelná, nyní[kdy?] součást tratě 317 (dříve 31k; regionální dráha)

### Řada 320
- 320 Bohumín – Čadca (dříve trať 32; v roce 1991/1992 a dříve pokračovala trať do Žiliny). Dříve k trati 320 patřila též větev Dětmarovice – Petrovice u Karviné, od prosince 2014 se osamostatnila pod číslem 326.
- 321 Opava východ – Ostrava – Havířov – Český Těšín, Ostrava-Svinov – Ostrava-Kunčice (Ostrava – Český Těšín dříve trať 32b; v roce 1991/1992 končilo na nádraží Ostrava-Poruba, v roce 1994/1995 již Ostrava-Svinov; od roku 2008/2009 připojena dosavadní trať 316 Opava východ – Ostrava-Svinov, dřívější 31g, od roku 2008/2009 spojka Polanka nad Odrou – Ostrava-Vítkovice je uvedena jen na trati 270)
- 322 Cieszyn – Český Těšín – Frýdek-Místek (dříve trať 32c; regionální dráha) Od 13. prosince 2015 vedena již ze stanice Cieszyn, předtím začínala ve stanici Český Těšín.
- 323 Ostrava – Valašské Meziříčí, Frýdlant nad Ostravicí – Ostravice, větev Frýdlant nad Ostravicí – Ostravice, dřívější trať 324 byla připojena v prosinci 2019 (do roku 1998/1999 část trati 300; číslo 323 měla v roce 1991/1992 sedačková Lanovka Oldřichovice – Javorový vrch, předtím 32g, později přečíslovaná na 905; v roce 1994/1995 bylo číslo 323 neobsazeno; nejméně od roku 1996/1997 až do roku 1998/1999 měla číslo 323 trať Český Těšín – Cieszyn, dnes[kdy?] zahrnutá do trati 835)
- 324 číslo neobsazeno. Do prosince 2019 Frýdlant nad Ostravicí – Ostravice, nyní[kdy?] součást tratě 323 (regionální dráha, číslo 324 má tato trať od roku 1999/2000, do roku 1998/1999 měla číslo 303, předtím 30a; číslo 324 měla v roce 1991/1992 slovenská trať Makov – Čadca, dříve 32d; v letech 1994/1995 až 1998/1999 bylo číslo 324 neobsazeno)
- 325 Studénka – Veřovice (regionální dráha, číslo 325 má tato trať od roku 1999/2000, do roku 1998/1999 měla číslo 304, předtím 27n; číslo 325 v roce 1991/1992 měla slovenská trať Skalité – Čadca, dříve 32e; nejméně v letech 1994/1995 až 1998/1999 měla číslo 325 trať Bohumín – Chalupki, dnes uvedená pod číslem 832)
- 326 Dětmarovice – Petrovice u Karviné, původně větev trati 320, od prosince 2014 se osamostatnila pod číslem 326
  - 326 byla od roku 1999/2000 trať Hostašovice – Nový Jičín horní nádraží (regionální dráha, do roku 1998/1999 měla číslo 302, předtím 30b. V červnu 2009 byla poškozena povodní, v roce 2010 bylo rozhodnuto o jejím zrušení a nahrazení cyklostezkou.
  - nejméně v letech 1994/1995 až 1998/1999 nesl číslo 326 výňatek z jízdního řádu úseku Petrovice u Karviné – Zebrzydowice, později uvedeného pod číslem 833
  - číslo 326 bylo v roce 1991/1992 neobsazené

### Řada 330
- 330 Přerov – Břeclav (dříve trať 33)
- 331 Otrokovice – Vizovice (v části Zlín střed – Vizovice regionální dráha, do roku 1998/1999 měla číslo 335, předtím 33g; číslo 331 měla dnešní trať 300 Brno – Přerov (– Bohumín), dříve 32a)
- 332 byla trať Hodonín – Holíč, pravidelná osobní doprava ukončena v roce 2004 (v roce 1991/1992 měla trať číslo 368, nejméně od roku 1994/1995 až do roku 1998/1999 číslo 336, číslo 332 má od roku 1999/2000; číslo 332 měla do roku 1998/1999 dnešní trať 301 Nezamyslice – Olomouc, dříve 33b)
- 333, předtím 33c, bylo do roku 1998/1999 číslo pozdější trati 302 Nezamyslice – Morkovice
- 334, předtím 33d, bylo do roku 2019 číslo pozdější trati 304 Kojetín – Tovačov
- 335, předtím 33g, bylo nejméně do roku 1998/1999 číslo dnešní trati 331 Vizovice – Otrokovice
- 336 bylo nejméně od roku 1994/1995 až do roku 1998/1999 číslo trati Hodonín – Holíč nad Moravou, která předtím měla číslo 368 a později 332

### Řada 340
- 340 Brno – Uherské Hradiště (dříve trať 34; do roku 1998/1999 pokračovala trať z Kunovic přes Vlárský průsmyk, slovenská část trasy, do Trenčianskej Teplej, byla postupně vypuštěna; od roku 1999/2000 byla trať zkrácena do trasy Brno – Veselí nad Moravou, zbývající úsek do Vlárského průsmyku byl převeden do trati 341. Později byla trať 340 z Veselí nad Moravou nastavena o úsek přes Kunovice do Uherského Hradiště, tedy o části tratí 341 a 345.) Na trať zasahují linky IDS JMK S6 a R56 v úseku Brno – Uherské Hradiště.
- 341 Staré Město u Uherského Hradiště – Vlárský průsmyk s větví Újezdec u Luhačovic – Luhačovice
  - v roce 1991/1992 měla číslo 341 pozdější trať 257 Kyjov – Mutěnice, dříve 34b
  - nejméně od roku 1994/1995 až do roku 1996/1997 měla číslo 341 trať Javorník nad Veličkou – Veselí nad Moravou – Rohatec (– Hodonín), úsek Javorník nad Veličkou – Veselí nad Moravou pocházel z dosavadní trati 343, úsek Veselí nad Moravou – Sudoměřice nad Moravou byl předtím částí trati 361, úsek Sudoměřice nad Moravou – Rohatec měl původně číslo 362, úsek Rohatec – Hodonín je souběžný s tratí 330; od jízdního řádu 1998/1999 byla trať z Javorníku prodloužená do slovenské stanice Vrbovce; od jízdního řádu 1999/2000 byl úsek Veselí nad Moravou – Vrbovce z trati 341 vyjmut a očíslován jako samostatná trať 344, k trati 341 byl přitom připojen úsek Veselí nad Moravou – Kunovice – Vlárský průsmyk z dosavadní trati 340. Později byl úsek Veselí nad Moravou – Kunovice převeden opět k trati 340, úsek Veselí nad Moravou – Hodonín k trati 343 a k trati 341 byl připojen úsek Kunovice – Staré Město z dosavadní tratě 345.
  - v roce 2010 byla k trati 341 jako její větev připojena dosavadní trať 346 Újezdec u Luhačovic – Luhačovice. Číslo 346 měla od roku 1999/2000, předtím měla do roku 1998/1999 číslo 345, předtím 34k.
- 342 Bzenec – Moravský Písek (dříve trať 34c)
- 343 Hodonín – Veselí nad Moravou – Vrbovce (v roce 1991/1992 měla číslo 343 trať Veselí nad Moravou – Nové Mesto nad Váhom, dříve 34d; moravský zbytek této trati (Veselí nad Moravou – Javorník nad Veličkou) byl v roce 1994/1995 již součástí tratě 341; číslo 343 měla nejméně od roku 1994/1995 až do roku 1998/1999 trať Sudoměřice nad Moravou – Skalica na Slovensku, část někdejší tratě 361, dnes[kdy?] součást tratě 847; od roku 1999/2000 měla číslo 343 opět trať Hodonín – Veselí nad Moravou, převzatá z tehdejší trati 341, a kolem roku 2007 byl k trati znovu připojen i úsek k Javorníku nad Veličkou prodloužený až do slovenské stanice Vrbovce, který od roku 1999/2000 měl číslo 344.
- 344, dříve 34h, byla do roku 1998/1999 trať Kunovice – Staré Město u Uherského Hradiště, od roku 1999/2000 byla přečíslována na trať 345 a dnes[kdy?] je součástí trati 341 a zčásti v souběhu s tratí 340; od roku 1999/2000 měla číslo 344 trať Veselí nad Moravou – Vrbovce, která předtím byla součástí trati 341 a nyní[kdy?] je součástí trati 343.
- 345, předtím 34k, bylo do roku 1998/1999 číslo dnešní trati 346 Újezdec u Luhačovic – Luhačovice; od roku 1999/2000 měla číslo 345 trať Staré Město u Uherského Hradiště – Kunovice, která do té doby měla číslo 344, předtím 34h a dnes[kdy?] je částí tratě 341.
- 346 byla trať Újezdec u Luhačovic – Luhačovice (trať měla číslo 346 od roku 1999/2000, předtím měla do roku 1998/1999 číslo 345, předtím 34k. V roce 2010 byla přičleněna jako odbočná větev k trati 341.
  - číslo 346, předtím 34m, v roce 1991/1992 měla slovenská trať Trenčianska Teplá – Lednické Rovne;
  - nejméně v letech 1994/1995 až do roku 1998/1999 bylo číslo 346 neobsazeno

### Řada 360
- 360 bývalo v roce 1991/1992 číslo trati (Praha –) Břeclav – Bratislava; úsek Břeclav – Kúty byl již v roce 1994/1995 připojen k trati 250
- 361 byla ještě v roce 1991/1992 trať Veselí nad Moravou – Kúty; v roce 1994/1995 byl úsek Veselí nad Moravou – Sudoměřice nad Moravou součástí tratě 341 a úsek Sudoměřice nad Moravou – Skalica na Slovensku měl číslo 343; dnes[kdy?] je úsek Veselí nad Moravou – Sudoměřice nad Moravou částí trati 343, celý úsek Veselí nad Moravou – Kúty je veden v českém jízdním řádu jako mezinárodní trasa 847 a nejsou na ní uvedeny žádné spoje.
- 362 bylo v roce 1991/1992 číslo trati Rohatec – Sudoměřice nad Moravou, která v roce 1994/1995 byla částí trati 341 a dnes[kdy?] je části trati 343
- 368 bylo v roce 1991/1992 číslo trati Hodonín – Holíč nad Moravou, která v roce 1994/1995 měla číslo 336 a později až dodnes číslo 332

### Řada T
- T3 bylo od GVD 2016/2017 do GVD 2018/2019 označení zubrnické musealní železnice, nyní[kdy?] vlaky uváděny po trati 073 do Velkého Března s poznámkou, že pokračují do Zubrnic
- T4 bylo od GVD 2016/2017 do GVD 2018/2019 označení trati Lovosice – Most, dříve označované jako trať 113, přičemž úseky Lovosice – Čížkovice a Obrnice – Most se překrývají s tratěmi 114 a 123 a 126, od GVD 2019/2020 nese trať opět číslo 113
- T5 bylo od GVD 2016/2017 do GVD 2018/2019 označení pro turistické vlaky v trati Roudnice nad Labem – Libochovice, v úseku Roudnice nad Labem – Bříza obec se překrývá s tratí 096, od GVD 2019/2020 vlaky zařazeny do tabulky 096
- T6 bylo od GVD 2016/2017 do GVD 2018/2019 označení pro Doupovskou dráhu Kadaň – Kaštice – Podbořany s odbočkou Kaštice – Kadaňský Rohozec, nyní[kdy?] je trať vedena pod svým původním číslem 164

### Řady 700 a 800 – dálkové spoje
- čísla tratí od 701 výše se používala ještě v polovině 90. let (nejméně do JŘ 1996/1997) pro přehledy dálkových vnitrostátních spojů, ty byly v několika následujících letech (minimálně od roku 1998/1999) nahrazeny tabulkami s označením začínajícím písmenem D, pak z knižního jízdního řádu zmizely zcela a znovu se pak objevily od roku 2000 jako traťové tabulky 001 a 002
- čísla tratí od 801 výše se do roku 2015 používala pro přehledy dálkových mezistátních spojů, někdy i jako označení příhraničních českých tratí bez vnitrostátního dopravního významu

### Řada 900
- 900 byla do roku 2018/2019 lanová dráha na Ještěd, v roce 1991/1992 měla číslo 075, v roce 1994/1995 číslo 902, od roku 2019/2020 není v jízdním řádu uváděna
- 901 bylo označení tratě Česká Kamenice – Kamenický Šenov (nyní[kdy?] trať 082, regionální dráha, do roku 1979 část trati 8c, pak bez čísla, s číslem 901 uvedena poprvé v jízdním řádu 1997/1998) (do roku 2008 dopravcem Klub přátel lokálky, od roku 2008 vlastník i dopravce KŽC s. r. o.)
- 901 byla nejméně od roku 1994/1995 přesně do roku 1996/1997 lanová dráha Bohosudov – Kněžiště), v jízdním řádu 1997/1998 již nebyla uvedena
- 902 bylo nejméně v letech 1994/1995 až 1998/1999 číslo lanové dráhy na Ještěd (předtím 075, dnes[kdy?] 900)
- 903 byla v letech 1997–2006 trať Přibyslav, vlečka SaZ – Sázava u Žďáru, závod SaZ, pozůstatek trati Havlíčkův Brod – Žďár nad Sázavou
- 903 bylo v roce 1994/1995 i 1996/1997 číslo kabinkové lanové dráhy Janské Lázně – Černá Hora, předtím 048; v jízdním řádu 1997/1998 již neuvedena
- 904 byla podle některých zdrojů v roce 2001 i 2009 označena Mladějovská úzkorozchodná železnice
- 904 bylo nejméně v letech 1994/1995 až 1997/1998 číslo sedačkové lanové dráhy Pec pod Sněžkou – Sněžka, předtím 049; v jízdním řádu 1998/1999 již nebyla uvedena
- 905 bylo v roce 1994/1995 i 1996/1997 číslo sedačkové lanové dráhy Oldřichovice – Javorový vrch u Třince, předtím 323, předtím 32g; v jízdním řádu 1997/1998 již neuvedena

## Tratě mimo systém číslování
Seznam zahrnuje některé z tratí, které nebyly zahrnuty do dnešního číslování nebo které přesahují dnešní traťové oddíly:

### Historické tratě
- Koněspřežná dráha České Budějovice – Linec
- Lánská koněspřežka / Buštěhradská dráha (viz zejména 120)
- Severní dráha císaře Ferdinanda (Vídeň – Bochnia s odbočkami na Moravě a ve Slezsku)
- Severní státní dráha (Olomouc – Praha – Drážďany)
- Košicko-bohumínská dráha (viz 320 a trať Louky nad Olší – Doubrava – Bohumín)
- Česká západní dráha (Brod nad Lesy – Plzeň – Praha (Smíchov)) (viz Železniční trať Praha – Plzeň)
- Dráha císaře Františka Josefa (Vídeň – Tábor – Benešov – Praha) (viz 220)
- Turnovsko-kralupsko-pražská dráha (viz 070 a 092)
- Pražská spojovací dráha (Smíchov – Praha – Hrabovka) (viz 171 a 070)
- Pražsko-duchcovská dráha, společnost provozující tratě Praha–Duchcov, Obrnice–Most, Most–Moldava a Zlonice–Hospozín

### Zrušené místní tratě, průmyslové tratě
- železniční trať Česká Lípa – Žízníkov – Vlčí důl cca 4,5 km, dnes cyklostezka Vlčí důl, součást cyklotrasy 3054
- Kladensko-nučická dráha
- Stará Tišnovka
- Mladějovská úzkorozchodná železnice
- Železniční trať Kuřim – Veverská Bítýška (zrušena 1936, číslo 228a, 221a)
- Železniční trať Vojkovice nad Ohří – Kyselka (osobní doprava zastavena 1935, nyní vlečka, číslo Z20)
- Úzkorozchodná dráha Ondrášov – Dvorce na Moravě (zlikvidována v roce 1937)
- Železniční trať Lhotka u Mělníka – Střednice (úředně zrušena 1970), původně nesla číslo 132;
- Železniční trať Praha-Těšnov – Praha-Vysočany – jednokolejný koncový úsek tratě „Lysá nad Labem – Praha“ Rakouské severozápadní dráhy (v provozu v letech 1875 až 1984)

Průmyslové tratě na Ostravsku:
- Báňská dráha (Ostrava – Doubrava)
- Louky nad Olší – Doubrava – Bohumín
- Ostrava – Rychvald
- Nová huť – Vítkovické železárny

### Nákladní tratě
Seznam obsahuje některé z tratí bez pravidelné osobní dopravy, které nikdy nebyly zahrnuty do dnešního číslování tratí.
- Důlní dráhy na Mostecku
- Kadaňsko-tušimická dráha
- nákladní trať Nemotice – Koryčany (regionální dráha)
- nákladní železniční jižní spojka v Praze
- nákladní trať Praha-Hostivař – nákl. nádr. Praha-Malešice – Praha-Libeň (včetně tunelu Pod Táborem), od prosince 2015 část trati 091
- nákladní trať nákl. nádr. Praha-Malešice – Praha-Běchovice
- nákladní trať nákl. nádr. Praha-Malešice – nákl. nádr. Praha-Žižkov

### Jiné články o tratích
- Pražský železniční uzel
- Nové spojení (Praha)
- Holešovická přeložka

### Zkušební trať
- Železniční zkušební okruh u Velimi, vlastní Výzkumný ústav železniční.

## Tranzitní železniční koridory
- První železniční koridor (Děčín – Břeclav)
- Druhý železniční koridor (Petrovice u Karviné – Břeclav)
- Třetí železniční koridor (Mosty u Jablunkova – Praha – Cheb)
- Čtvrtý železniční koridor (Děčín – Praha – Horní Dvořiště)

## Další projekty
Plánované regionální systémy a vlakotramvaje:
- Regiotram Nisa
- Dráhy Orlických hor
- Šumavské elektrické dráhy